# Tanjung Kurung (Muara Pinang)
Tanjung Kurung is een bestuurslaag in het regentschap Empat Lawang van de provincie Zuid-Sumatra, Indonesië. Tanjung Kurung telt 1187 inwoners (volkstelling 2010).